# Alex Crisovan
Alex Crisovan-Eichenberger (* 2. Oktober 1919 in Békéscsaba, Ungarn; † 28. November 2012 in Pfäffikon ZH) war ein Schweizer Schachjournalist, -autor und -funktionär.

## Leben
Alex Crisovan wurde im Königreich Ungarn wenige Wochen nach Zusammenbruch der Föderativen Ungarischen Sozialistischen Räterepublik geboren. Das Schachspielen lernte er im Alter von acht Jahren. Als er 13 Jahre alt war, kam er nach Luzern. Seine umfangreiche Schachbuchsammlung stiftete er 2010 der Zentralbibliothek Zürich. Er war verheiratet, hatte Kinder und wohnte im zürcherischen Pfäffikon.

## Schach
Sein erster Schachverein in der Schweiz war die 1875 gegründete Luzerner Schachgesellschaft. 1950 und 1951 konnte er den Cup Maurer des Innerschweizer Schachverbandes gewinnen. 1962 gewann er die Zürcher Stadtmeisterschaft. Schach spielte er bis ins hohe Alter. Seine letzten Partien spielte er, 92-jährig, im März 2011 in der 4. Schweizer Liga.
1989 gewann er die Schweizer Meisterschaft im Fernschach.
Er war Gründer des Innerschweizer Schachverbandes und Gründungsmitglied der Schweizer Fernschachvereinigung. Beim Schweizerischen Schachbund war er Funktionär für Schachgeschichte und seit 1989 als elfte Person, der dies zuteilwurde, Ehrenmitglied.
Von 1973 bis 1978 war Alex Crisovan Herausgeber der Schweizerischen Schachzeitung. Bis 1986 war er Redaktor bei der Schachwoche. Sein Nachfolger dort war Heinz Wirthensohn. Alex Crisovan war Mitglied der Ken Whyld Association.

## Veröffentlichungen
- Das Beste aus Caissas Reich. Ausgewählte Partien aus aktuellen Turnieren mit Beilage Caissa-Schachkorrespondenz. Zürich 1958–1961 (Periodikum als Herausgeber, gemeinsam mit Walter Kühnle)
- Weltturnier Buenos Aires. Schweizer Schachdienst, Zürich 1960 (gemeinsam mit Walter Kühnle)
- Bled, 1961: Mednarodni Jubilejni Sahovski Veleturnier. Schweizer Schachdienst, Zürich 1961 (gemeinsam mit Walter Kühnle)
- Sechste Europa-Mannschaftsmeisterschaft 1976 in der UdSSR, Ausscheidung der Gruppe II in Montana-Crans, 11. bis 17. Januar 1976. 1976 (mit Kurt Riethmann)
- WM 76 Biel-Schweiz. Interzonen-Turnier. 9. u. 10. Internationales Open, Internationales Jugendturnier, Internationales Blitzturnier. Biel 1976 (gemeinsam mit Hans Suri und Janos Flesch)
- 1889–1979. 90 Jahre Schweizerischer Schachverband. Schweizerischer Schachverband, Zürich 1979 (gemeinsam mit Kurt Riethmann)
- Banja Luka. Sinal, 1987 (gemeinsam mit Siniša Joksić, mit Fotografien von Crisovan, Joksić und Miloš Petronić)
- 54. Championship USSR. 1987
- 55. Championship USSR. 1988 (gemeinsam mit Siniša Joksić)
- 1889–1989. 100 Jahre Schweizerischer Schachverband. Zürcher AG, Zug 1989.
- Alois Nagler und das Nagler-Gedenkturnier Zürich 1998. Schachgesellschaft Zürich, Zürich 2007, ISBN 978-3-033-00981-3.